# Koper (Burkina Faso)
Koper ist sowohl eine Gemeinde (französisch commune rurale) als auch ein dasselbe Gebiet umfassendes Departement im westafrikanischen Staat Burkina Faso in der Region Sud-Ouest und der Provinz Ioba. Die Gemeinde hat 21.265 Einwohner.